# 捲簾門

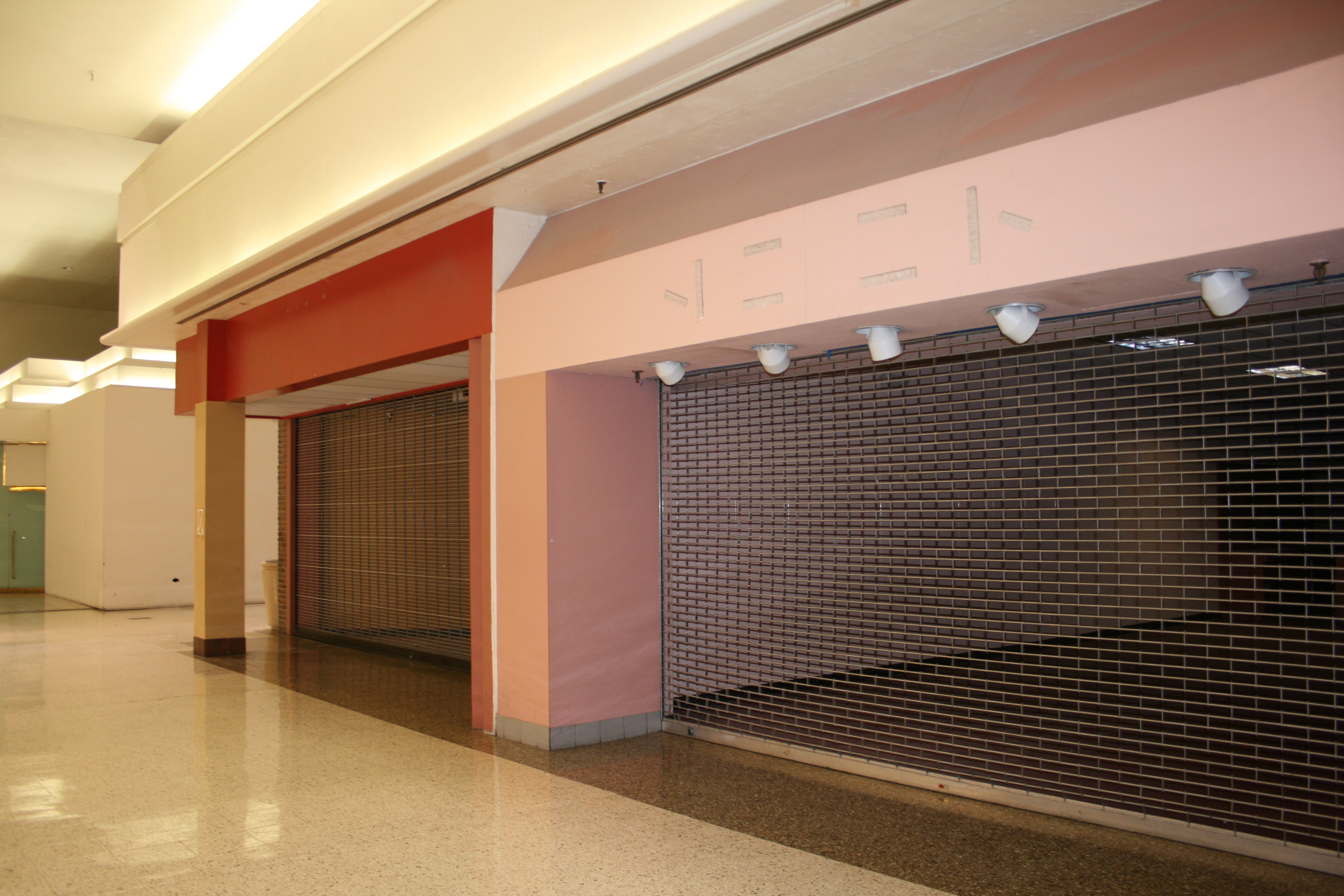
死寂商場中的捲簾門

卷帘门或者說拉閘是一种由许多水平板条铰接在一起的門或百叶窗。捲簾門是一種上下移動的門。有些捲簾門為電動門。捲簾門可以用來防盜、防风、防雨。